# Orthotrichum arborescens
Orthotrichum arborescens är en bladmossart som beskrevs av Thériot och Georges Raymond Léonard Naveau 1927. Orthotrichum arborescens ingår i släktet hättemossor, och familjen Orthotrichaceae. Inga underarter finns listade i Catalogue of Life.